# Fornicia moronis
Fornicia moronis är en stekelart som först beskrevs av Joseph Augustine Cushman 1929.  Fornicia moronis ingår i släktet Fornicia och familjen bracksteklar. Inga underarter finns listade i Catalogue of Life.